# Epistomyia aurifrons
Epistomyia aurifrons är en tvåvingeart som beskrevs av Malloch 1933. Epistomyia aurifrons ingår i släktet Epistomyia och familjen myllflugor. Inga underarter finns listade i Catalogue of Life.